# 창천 온라인 2
창천 온라인 2(Changchun Online 2)는 위메이드 엔터테인먼트(wemade)에서 개발하고 서비스하는 동양 판타지 MMORPG 온라인 게임이다.

## 게임소개
창천 온라인 2는 삼국지를 소재로 한 판타지 MMORPG이다. 장각이 일으킨 황건의 난이 진압되지 않고 성공을 해서 영토가 황건의 손에 함락된 시기를 배경으로 담고있다.

## 연혁
- 2010. 11. 11.   대한민국 클로즈 베타 서비스 시작